# Fa molt de temps que t'estimo
Fa molt de temps que t'estimo (títol original en francès, Il y a longtemps que je t'aime) és una pel·lícula dramàtica francesa de 2008, escrita i dirigida per Philippe Claudel. Relata la història d'una dona que lluita per interactuar amb la seva família i trobar el seu lloc en la societat després de passar quinze anys a la presó. Ha estat doblada al català, i va ser emesa per primera vegada a TV3 al juliol del 2011.

## Trama
Quan Juliette Fontaine, anteriorment una metgessa, és alliberada de la presó, la seva germana menor Léa, casada, la convida a quedar-se a la seva casa amb la seva família; el seu espòs, pare i les seves dues filles vietnamites adoptades. Ells viuen a la ciutat universitària de Nancy, en Lorena, França. Per què Juliette va estar en la presó? D'això es revela a poc a poc al llarg de la pel·lícula: en primer lloc, va romandre en la presó durant 15 anys, ja que el seu crim va ser un assassinat, sent la víctima el seu fill de 6 anys, Pierre. I finalment, la raó per la qual ella ho va matar.
Léa, una professora de literatura en la universitat, és relativament més jove que Juliette. A causa de la naturalesa del delicte de Juliette, els seus pares li neguen a Léa l'existència d'ella, i li van prohibir que la visités en la presó. A més, Juliette s'havia negat a parlar durant el seu judici. Com a resultat, Léa no sap res sobre les circumstàncies que van envoltar el crim. No obstant això, ella s'interessa molt a conèixer aquests detalls, vol molt a la seva germana i comprèn pel que va viure. Per part seva, Juliette es nega a discutir el que va passar, això, fins al final de la pel·lícula.
Mentre lluita per trobar ocupació, Juliette gaudeix de la companyia platònica de dos homes, un oficial de llibertat condicional que entén com la presó pot danyar l'esperit humà, i Michel, un dels col·legues de Léa, que se solidaritza amb la seva terrible experiència d'haver estat presa.
A poc a poc, Juliette comença a encaixar amb Léa i la seva família, fa amics i troba una ocupació fixa com a secretària en un hospital. Ella també desenvolupa una estreta relació amb les seves nebodes, malgrat que el marit de Léa al començament no li agradava, això, per l'historial d'ella. No obstant això, a poc a poc, després de veure com s'interactua amb la família i l'excel·lent tracte feia les seves filles adoptives comença a acceptar-la.
Juliette es compromet a acompanyar Léa en una visita a la seva mare, que està confinada en un asil d'ancians amb la malaltia d'Alzheimer. Per un breu instant la seva mare la reconeix i l'abraça, la recorda com quan era una nena, en lloc de la filla distanciada que va assassinar al seu net per circumstàncies que ja sabrem.
Un matí, quan Juliette havia sortit, Léa descobreix accidentalment una pista del per què ella va matar a Pierre. Juliette, com a metgessa que és, li diagnostica al seu fill que sofria d'una malaltia mortal i dolorosa. Léa s'enfronta a Juliette amb la informació que va aconseguir d'un amic mèdic, i Juliette entre sanglots i crits li explica que quan la condició de Pierre va progressar fins al punt que no podia moure's, el va matar amb una injecció, sabent que en cas contrari anava a sofrir un dolor insuportable. En el judici no va parlar ni una paraula en el seu defensa ni va fer alguna explicació, sentint que valia la pena per haver portat al seu fill al món, condemnat a morir. Després d'una escena catàrtica, emocional entre les dues germanes, Léa mira a una finestra i comenta sobre la forma bella com es veia tan bufona sota la pluja. Juliette està d'acord amb ella. De moment algú arriba a l'apartament i, des de baix, pregunta si hi ha algú. Juliette es retarda respondre, però finalment ho fa i la pel·lícula acaba amb Juliette dient, "Sóc aquí".

## Repartiment
- Kristin Scott Thomas, com Juliette Fontaine
- Elsa Zylberstein, com Léa
- Serge Hazanavicius, com Luc
- Laurent Grévill, com Michel
- Frédéric Pierrot, com el capità Fauré
- Jean-Claude Arnaud, com Papy Paul
- Claire Johnston, com la mare
- Lise Ségur, com Lys
- Mouss Zouheyri, com Samir

## Estrena
La pel·lícula va ser estrenada el 14 de febrer de 2008 al Festival Internacional de Cinema de Berlín. Es va estrenar a França i Bèlgica el 19 de març. Va ser presentada al Festival de cinema de Telluride, el Festival Internacional de Cinema de Toronto, el Festival de cinema de Cambridge, el Festival Internacional de Cinema de Vancouver i el Festival Internacional de Cinema de Chicago, abans de ser estrenada als Estats Units el 24 d'octubre, on va ser estrenada en nou cinemes i va recaptar US$72.205 en el seu primer cap de setmana. Finalment, va recaptar 3.110.292 dòlars als Estats Units i 15.735.514 dòlars en mercats internacional, amb una suma global de recaptació de $18.845.806.

## Crítica
Les ressenyes van ser extremadament positives, amb 90% de qualificació en Rotten Tomatoes sobre la base de 115 ressenyes fins al 23 de maig de 2009. La pel·lícula és un drama familiar que serveix com un notable debut de Phillipe Claudel com a director. Va aconseguir 79% de ressenyes favorables entre els crítics de Metacritic.

### Top 10
La pel·lícula va ser citada com una de les millors deu pel·lícules de l'any per molts crítics, incloent a Joe Neumaier del the Daily News, Mick LaSalle del San Francisco Chronicle, Rick Groen del The Globe and Mail, Josh Rosenblatt del Austin Chronicle, Steve Rea del Philadelphia Inquirer, Ray Bennett del The Hollywood Reporter, Anthony Lane de The New Yorker, Ann Hornaday del Washington Post i David Denby de The New Yorker.

## Premis i nominacions
Premis César de 2009
| Categoria                                  | Persona              | Resultat   |
| ------------------------------------------ | -------------------- | ---------- |
| Millor pel·lícula                          | Millor pel·lícula    | Nominada   |
| Millor actriu                              | Kristin Scott Thomas | Nominada   |
| Millor actriu secundària                   | Elsa Zylberstein     | Guanyadora |
| Millor guió original                       | Philippe Claudel     | Nominat    |
| Millor música escrita per a una pel·lícula | Jean-Louis Aubert    | Nominat    |
| Millor òpera prima                         | Millor òpera prima   | Guanyadora |

Premis BAFTA de 2008
| Categoria                             | Persona                               | Resultat   |
| ------------------------------------- | ------------------------------------- | ---------- |
| Millor pel·lícula de parla no anglesa | Millor pel·lícula de parla no anglesa | Guanyadora |
| Millor actriu                         | Kristin Scott Thomas                  | Nominada   |
| Millor guió original                  | Philippe Claudel                      | Nominat    |

Premis del Cinema Europeu de 2008
| Categoria             | Persona              | Resultat   |
| --------------------- | -------------------- | ---------- |
| Millor actriu europea | Kristin Scott Thomas | Guanyadora |

53a edició dels Premis Sant Jordi de Cinematografia
| Categoria                              | Persona              | Resultat   |
| -------------------------------------- | -------------------- | ---------- |
| Millor actriu en pel·lícula estrangera | Kristin Scott Thomas | Guanyadora |

Globus d'Or de 2008
| Categoria                             | Persona                               | Resultat |
| ------------------------------------- | ------------------------------------- | -------- |
| Millor pel·lícula de parla no anglesa | Millor pel·lícula de parla no anglesa | Nominada |
| Millor actriu en drama                | Kristin Scott Thomas                  | Nominada |

Altres premis
- Premi del Cercle de crítics de cinema de Londres a la millor actriu britànica de l'any (Kristin Scott Thomas, guanyadora)

Altres nominacions
- British Independent Film Award a la millor pel·lícula estrangera 2008
- Chicago Film Critics Association Award a la millor pel·lícula estrangera
- Satellite Award a la millor actriu – Drama (Kristin Scott Thomas)